# Dlakavci
Dlakavci (znanstveno ime Pycnonotidae) so družina ptic iz reda pevcev, razširjena po južnih predelih Starega sveta. Opisanih je 160 vrst, ki jih združujemo v 32 rodov.

## Opis
So srednje veliki ptiči z razmeroma vitkim trupom, zaokroženimi perutmi in dolgim repom. Njihove osnovne barve so olivna, rjava, rumena in črna, pogosto s kontrastnimi kombinacijami z dodatkom bele ali rdeče pod repom ali na glavi. Na glavi imajo včasih čop. Kljun je srednje velik, raven, z rahlo zakrivljeno konico, nekateri dlakavci imajo okrog njega ščetine. Ker niso vpadljivih barv, jih je v gostem rastju običajno lažje slišati kot videti.
Prehranjujejo se z raznoliko hrano, od rastlinske do malih sesalcev in mrhovine, posamezne vrste pa so lahko bolj specializirane; predvsem tiste, ki živijo v gozdovih, so običajno bolj sadjejede. So praviloma monogamni, za zarod skrbita oba starša.

## Habitat in razširjenost
Različne vrste živijo v različnih habitatih, od savane do deževnih gozdov. Družina je razširjena po vsej Afriki in Jugozahodni, Južni ter Jugovzhodni Aziji vzhodno do Japonske. Predvsem gozdne vrste ogroža izguba habitata, nekatere pa so tudi priljubljene v trgovini z živimi primerki za ujetništvo. Po kriterijih Svetovne zveze za varstvo narave je ogrožena približno petina vrst.

## Taksonomija
Družino Pycnonotidae je leta 1840 uvedel angleški zoolog George Robert Gray, sprva kot poddružino Pycnonotinae znotraj družine drozgov Turdidae.
Nekaj vrst, ki so jih prej uvrščali v družino Pycnonotidae so prestavili v druge družine. Več vrst z Madagaskarja, ki so bile prej uvrščene v rod  Phyllastrephus danes spada v družino Bernieridae. Poleg tega so rod Nicator, ki vključuje tri afriške vrste, zdaj uvrstili v ločeno družino Nicatoridae.
Študija, ki jo je leta 2007 objavil Ulf in sodelavci, je z pokazala, da rod Andropadus ni monofiletski. Zato so vrste razdelili v tri ločene, ponovno uvedene rodove: Arizelocichla, Stelgidillas in Eurillas. V rodu Andropadus je ostala le ena vrsta Andropadus importunus. Druga študija, ki sta jo leta 2017 objavila Subir Shakya in Frederick Shelden, je pokazala, da vrste iz obsežnega rodu  Pycnonotus tvorijo več razvejanih kladov. Rod so zato razdelili in ponovno uvedli šest rodov.
Družina se deli na dva glavna klada. En klad vključuje vrste, ki živijo izključno v Afriki; drugi klad sestavljajo pretežno azijske vrste, med katerimi pa je tudi nekaj afriških vrst.

### Seznam rodov
Trenutno je prepoznanih 163 vrst v 32 rodovih:
- Rod Andropadus – Andropadus importunus (prej je vseboval veliko vrst)
- Rod Stelgidillas – Stelgidillas gracilirostris (prej v Andropadus)
- Rod Calyptocichla – Calyptocichla serinus
- Rod Neolestes – Neolestes torquatus
- Rod Bleda – ščetinokljuni (5 vrst)
- Rod Atimastillas – (2 vrsti)
- Rod Ixonotus  – Ixonotus guttatus
- Rod Thescelocichla – Thescelocichla leucopleura
- Rod Chlorocichla – (5 vrst)
- Rod Baeopogon – (2 vrsti)
- Rod Arizelocichla – (11 vrst) (prej v Andropadus)
- Rod Criniger – (5 vrst)
- Rod Eurillas – (5 vrst) (prej v Andropadus)
- Rod Phyllastrephus – (20 vrst)
- Rod Tricholestes – Tricholestes criniger
- Rod Setornis – Setornis criniger
- Rod Alophoixus – 8 vrst (prej v Criniger)
- Rod Alcurus – Alcurus striatus
- Rod Iole – 7 vrst
- Rod Hemixos – 4 vrste
- Rod Acritillas – Acritillas indica
- Rod Ixos – 5 vrst
- Rod Hypsipetes – 26 vrst (vključuje 3 vrste prej v Thapsinillas, ena prej v Cerasophila in ena prej v Microscelis)
- Rod Euptilotus – Euptilotus eutilotus (prej v Pycnonotus)
- Rod Microtarsus – Microtarsus melanoleucos (prej v Pycnonotus)
- Rod Poliolophus  – Poliolophus urostictus (prej v Pycnonotus)
- Rod Brachypodius – 4 vrste (prej v Pycnonotus)
- Rod Ixodia – 3 vrste (prej vPycnonotus)
- Rod Rubigula – 5 vrst (prej v Pycnonotus)
- Rod Nok – Nok hualon (rod uveden leta 2017)
- Rod Spizixos – (2 vrsti)
- Rod Pycnonotus – 34 vrst (bistveno manj kot v prejšnji razvrstitvi)